# Abdón Porte
Abdón Porte (1893 – 5 mars 1918) var en uruguayansk fotbollsspelare. Med smeknamnet "El Indio" (indianen) spelade han som defensiv mittfältare för tre klubbar; Colón, Libertad och Nacional. Han spelade två matcher för Uruguay, och deltog i truppen när laget vann Sydamerikanska mästerskapet 1917.
Porte, som spelade större delen av sin karriär för Nacional, är känd för att ha begått självmord på mittcirkeln av Gran Parque Central (Nacionals hemarena). Han hade spelat 207 matcher för klubben och under dessa år vunnit åtskilliga utmärkelser. Den västra läktaren på Gran Parque Central har namnet "Tribuna Abdón Porte" till minne av Portes stora kärlek till klubben.